# Kajetana
Kajetana je žensko osebno ime.

## Izvor imena
Ime Kajetana je ženska oblika moškega osebnega imena Kajetan.

## Pogostost imena
Po podatkih Statističnega urada Republike Slovenije je bilo na dan 31. decembra 2007 v Sloveniji število ženskih oseb z imenom Kajetana: 6.

## Osebni praznik
Osebe z imenom Kajetana lahko godujejo takrat kot osebe z imenom Kajetan.